# Kinesiske borgerkrig
 Der er for få eller ingen kildehenvisninger i denne artikel, hvilket er et problem. Du kan hjælpe ved at angive troværdige kilder til de påstande, som fremføres i artiklen.

Med Den kinesiske borgerkrig menes den borgerkrig som rasede i Kina i flere tiår i første halvdel af 1900-tallet. I Kina omtales den som den nationalistisk-kommunistiske borgerkrig (kinesisk: 国共内战; pinyin: Guógòng Nèizhàn; bogstaveligt "Nationalist-Kommunist-borgerkrigen"). Borgerkrigen var oprindelig en konflikt mellem Kuomintang, det kinesiske nationalparti og forskellige regionale militærledere, siden overvejende mellem Kuomintang og det kinesiske kommunistparti. Krigen begyndte i 1926, da Koumintang, ledet af den nyudnævnte generalissimo Chiang Kai-shek satte en stopper for venstreorienteret og kommunistisk infiltration af nationalpartiet ved at fratage kommunisterne deres medlemskab. Konflikten sluttede i 1949 med et uofficielt ophør af fjendtlighederne, da kommunisterne havde kontrol over hovedlandet Kina, og nationalisterne havde kontrol over øerne Taiwan, Penghu og flere fuji'anske øer.
Krigen begyndte efter Felttoget i Nordkina 1926-1928, da højrefløjen i KMT, ledet af general Chiang Kai-shek, udrensede både kommunister og KMT's venstrefløj fra alliancen mellem KMT og kommunistpartiet. Krigen repræsenterede en ideologisk splittelse mellem de vestligt støttede KMT-nationalister og de sovjetstøttede kommunister.
Borgerkrigen fortsatte, til den 2. kinesisk-japanske krig afbrød den. Så fulgte en periode med modstand mod japanerne. Det japanske angreb var et forsøg på at udnytte den indre uro i Kina. De allierede bragte japanerne til kapitulation i august 1945, og det markerede afslutningen på 2. verdenskrig. Den kinesiske borgerkrig blussede op igen for fuld kraft i 1946. Kamphandlingerne sluttede efter 23 år i 1950 efter en uofficielt våbenhvile, i hvert fald medangik større kamphandlinger. Kommunisterne kontrollerede Fastlands-Kina (og Hainan), mens nationalisterne fastholdt kontrollen over Taiwan, Pescadoresøerne og en række øer ud for kysten af Fujian. I dag er der ikke undertegnet en fredsaftale, selv om de to parter har visse økonomiske forbindelser med hinanden.

## Baggrund
Qing-dynastiets endelige sammenbrud i 1911/1912 førte ikke til ro i det kinesiske rige. De sidste monarkistiske restaurationsforsøg slog fejl i 1915-17. Derefter udbrød der en række krige og uroligheder.

### De nordlige militaristers generalkrige
Først fulgte en række krige, som er blevet kendt under betegnelsen generalkrigene (egentlig De nordlige militaristers generalkrige – hvor der med generaler menes i betydningen krigsherrer) om magten i Peking. Det var fire fraktioner eller kliker, som konkurrerede om magten: Zhili-kliken, Anhui-kliken, Fengtien-kliken og Kuominchun-kliken.
- I 1920 rasede Zhili-Anhui-krigen (Zhiwan): Zhili- und Fengtian-militaristerne sejrede over Anhui-kliken.
- I 1922 fulgte Den første Zhili-Fengtian-krig (Zhifeng I): Zhili-kliken sejrede over Anhui- og Fengtian-militaristerne og desuden Kuomintang.
- I 1924 fulgte Den anden Zhili-Fengtian-krig (Zhifeng II): Nu var det Zhili-kliken, som blev besejret af Fengtian- og Anhui-militaristerne støttet af overløbere fra Zhili-kliken, som gik under navnet Kuominchun.
- I 1926 fulgte Fengtian-Kuominchun-krigen: Fengtian-kliken og resterne af Zhili besejrede resterne af Anhui og Kuominchun-militaristerne.
- Endelig i 1926-28 under Felttoget i Nordkina 1926-1928 overvandt Kuomintang og Kuominchun-kliken Fengtian-militaristerne og resterne af Zhili-kliken.

### Kuomintang og kommunisterne bliver rivaler
Samtidig med generalkrigene var der en vigtig udvikling i gang længere sydpå i Kina.
Det var Kuomintangs leder Sun Yat-sen, som opfandt den strategi, som førte til, at krigsherrerne i Nordkina til sidst blev slået. Han havde først forsøgt at bede de vestlige demokratier om hjælp, men efter, at hans bøn blev ignoreret, havde han i 1921 vendt sig til Sovjetunionen. Samme år var Det kinesiske kommunistparti (KKP) blevet grundlagt i Shanghai.
Sovjetkommunisterne valgte af politiske grunde at satse på to heste: De støttede både Kuomintang og det nyoprettede KKP. De håbede nok, at kommunisterne ville vokse sig til den stærkere kraft, men ville være forberedt på at Kuomintang ville sejre. Dermed begyndte rivaliseringen mellem nationalister og kommunister i Kina.

### Den første enhedsfront
I 1923 kom det såkaldte Sun-Joffe-manifest, en fælles erklæring fra Sun og Sovjetunionens repræsentant Adolf Joffe i Shanghai. Han gik ind for et frit og forenet Kina, og arrangerede et «politisk ægteskab» mellem KMT og kommunistpartiet. Sovjetiske rådgivere – hvoraf den vigtigste var Komintern-agenten Mikhail Borodin – begyndte at strømme ind i Kina i 1923 med det egentlige agenda at prøve at omdanne og konsolidere KMT efter Sovjetunionens kommunistiske partis model. KKP blev instrueret af Komintern til at samarbejde med KMT, og kommunistpartiets medlemmer blev opfordret til at melde sig ind i KMT og holde deres kommunistiske sympatier hemmelige.
Det blev kaldt de to partiers enhedsfront (siden betegnet som den første enhedsfront). KKP var fortsat et lille parti: I 1922 havde det blot 300 medlemmer, og der var 1.500 i 1925. KMT havde 150.000 medlemmer i 1922.
Sovjetiske rådgivere hjalp også nationalstene med etableringen af et politisk institut, som gav dets propagandakræfter oplæring i massemobiliseringsteknik, og i 1923 fik de sendt Chiang Kai-shek, en af Suns nærmeste medarbejdere fra Tongmeng Hui-tiden, på et militært og politisk kursus i Moskva.
Efter at Chiang kom tilbage sent i 1923, var han med til at oprette Militærakademiet i Whampoa uden for Guangzhou (Kanton), som var KMT-KKP-alliancens hovedkvarter, og som fra 1925 blev KMT-KKP-regeringens formelle hovedstad. I 1924 blev Chiang akademiets leder, og det var nu, at hans stjerne begyndte at stige, så at han blev den naturlige arvtager efter Sun Yat-sen.
Det var Chiangs strenge politik mod KKP, som til sidst udløste borgerkrigen.
Blot få måneder efter Suns død i 1925 indledte Chiang som øverstkommanderende for Den nationale revolutionshær det flere gange udsatte felttog i Nordkina mod krigsherrerne med det formål at forene Kina under KMT's kontrol.
Imidlertid var KMT i 1926 blevet splittet: Det havde dannet en højre- og en venstrefløj, og kommunistgrupperingen i partiet voksede. Efter at have forpurret et kidnapningsforsøg mod sig, bortviste Chiang sine sovjetiske rådgivere i marts 1926. Han indførte også restriktioner for KKP-medlemmers deltagelse i KMT's centrale lederskab og blev selv den fremmeste af KTM-lederne. Sovjetunionen, som fortsat håbede, at det skulle lade sig gøre at forhindre et brud mellem Chiang og KKP, beordrede den kommunistiske undergrund at lette felttoget, som til sidst begyndte fra Guangzhou i juli 1926.

## Borgerkrigens udbrud
Tidligt i 1927 udløste spændingen mellem KMT og KKP en åben splittelse i de revolutionæres rækker. KKP og KMT's venstrefløj («unionisterne») bestemte at flytte nationalistregeringens hovedsæde til Wuhan. Men Chiang, hvis nordekspedition gik fra sejr til sejr, knuste kommunistpartiets apparat i Shanghai. Han fremholdt, at kommunisternes virksomhed var socialt og økonomisk skadelig, og arresterede kommunister og unionister i byen. Hundreder af dem blev henrettet den 12. april 1927.
Udrensningerne udvidede kløften mellem Chiang og Wang Jing-weis Wuhan-regering (en strid, som Chiang i første omgang vandt) og ødelagde det urbane fodfæste, som KKP havde haft. Chiang, som nu selv blev ekskluderet af KMT for sin handlemåde, etablerede en rivaliserende regering i Nanjing. Der var nu tre regeringer i Kina: Den internationalt anerkendte krigsherrernes regering i Beijing; det kommunistiske og venstreorienterede civile og militære regime i Wuhan; og højre-Kuomintang-regimet i Nanjing. Nanjing skulle forblive nationalisternes hovedstad det næste tiår.

## Borgerkrigens første fase (1927-1937)

### Kommunistiske oprør i by og land
Kominterns sag syntes tabt. Der kom nye ordrer fra Moskva: Kommunisterne skulle rejse væbnede oprør i både byerne og på landet som en forberedelse til det, man regnede med ville blive en revolutionær folkerejsning. Kommunisterne forsøgte forgæves at indtage byer som Nanchang, Changsha, Shantou og Guangzhou. Angrebene begyndte med et mytteri blandt kommunistiske koumintangstyrker den 1. august 1927, Nanchang-oprøret. Samtidigt blev der igangsat et bondeoprør (høstningsopstanden) omkring Changsha i Hunan-provinsen. Det blev ledet af Mao Zedong, men det blev hurtigt slået ned.
KKP's udsigter syntes herefter særdeles mørke. Kommunisterne var desuden blevet udvist fra Wuhan-regeringen af deres tidligere allierede venstre-KMT, som selv blev styrtet af et militærregime. KMT genoptog sit felttog mod krigsherrerne i nord og erobrede Beijing i juni 1928. Dermed var det meste af det østlige Kina under Chiangs kontrol. Nanjing-regeringen fik snart international anerkendelse som Kinas eneste retmæssige regering. Nationalist-regeringen erklærede nu, at det første af de tre revolutionære stadier, som Sun Yat-sen havde beskrevet, var nået, og at KMT nu gik videre til andet stadium. De tre stadier var militær forening, politisk formynderskab og konstitutionelt demokrati.

### Oprørerne i Jinggang-bjergene
Mao var en kommende stjerne blandt kommunisterne. Efter høstopstanden havde Mao trukket sig tilbage med en del af de overlevende til Jinggang-bjergene. Der forenede han sine kræfter med resterne af oprørsskarerne under Zhu De, Chen Yi og Zhou Enlai. De havde også trukket sig tilbage til disse bjerge efter Nanchang-oprøret.

### Den kinesiske sovjetrepublik i Jiangxi
Med Zhu Des hjælp opbyggede Mao en lille, men effektiv guerillahær. Efter pres fra Kuomintang blev hovedkvarteret lagt noget længere mod syd i 1931, og sovjetrepublikken Jiangxi blev grundlagt. Han eksperimenterede med landsbrugsreformer og gav tilflugt til kommunister, som flygtede fra højrekræfternes udrensninger i byerne. Guerillabasen voksede hastigt, og i 1928 beherskede oprørerne allerede et område med en befolkning på over 500.000.
Disse år var imidlertid også prægede af magtkampe mellem Mao, som ville drive guerillakrig med bøndernes støtte, og Komintern-orienterede grupper, som satte deres lid til, at revolutionen skulle sejre ved proletariatets medvirkning (altså satsede på byernes industriarbejdere). Denne splittelse blev kaldt Striden mellem de to linjer.
I Jinggangshan lærte Mao også sin tredje livsledsagerske, He Zizhen, at kende. Yang Kaihui havde Mao ladet blive hjemme i Changsha, og der blev hun arresteret af Kuomintang og henrettet i 1930. De børn, hun havde med Mao, måtte for en tid slå sig igennem som gadebørn i Shanghai, til de blev opsporede af kommunisterne og bragt udenlands.

### Jiangxi-republikken angribes og omringes
Efter at Chiang Kai-shek havde forhindret et kupforsøg mod sit regime anført af Feng Yuxiang, Yen Hsi-shan og Wang Jing-wei (1929-1930), vendte han straks sin opmærksomhed mod de tilbageværende lommer af væbnet kommunistisk modstand. Hans to første ekspeditioner slog fejl, og den tredje blev afbrudt på grund af Mukden-episoden. Det fjerde felttog (1932-1933) var til at begynde med ganske fremgangsrigt, men Chiangs styrker blev alvorligt ramt, da de forsøgte at trænge ind i hjertet af Maos kinesiske sovjetrepublik. Til sidst startede han et femte felttog mod slutningen af 1933, idet han lod sig rådgive af tyske militære, frem for alt general Hans von Seeckt, som havde haft ansvaret for den hemmelige oprustning af det tyske Reichswehr efter 1. verdenskrig. De anbefalede en omringningstaktik med brug af befæstninger rundt om Jiangxi. Der blev bygget blokhuse med maskingeværsstillinger så tæt, at hele området mellem blokhusene som regel lå inden for skudvidde, og stillingerne blev stadigt flyttet frem. I efteråret 1934 stod kommunisterne oven for det totale nederlag, og de rådgivere, som Moskva havde sendt dem (for det meste tysktalende som Manfred Stern og han som var deres de facto militære øverstkommanderende, tyskeren Otto Braun), begyndte at lægge flugtplaner.
Tiden var nu inde for Kuomintang til at udslette KKP for derefter at vende opmærksomheden mod de resterende krigsherrer, for så til sidst at generobre Manchuriet fra japanerne. Men således skulle det ikke gå.

### Den lange march
Kommunisterne indså tidligt i oktober 1934, at sovjetrepublikken i Jiangxi måtte opgives; de var trængt tilbage i et lille hjørne. På tærsklen til nederlaget trak de sig tilbage til Yan'an i bjergområderne mod nord i provinsen Shaanxi.
Spørgsmålet om, hvordan de i det hele formåede at undslippe fra fælden i Jiangxi, som var omgivet af flere lag blokhuse og langt overlegne styrker, har hverken officiel kommunistisk eller nationalistisk historieskrivning svaret fyldestgørende på. Begge sider henholdsvis roser og klandrer KMT's allierede kantonesiske støttestyrker, som lod 80.000 af kommunisternes hovedstyrke drage ud uden at gøre noget. Men uafhængige historikere fremhæver, at samtidige kilder viser, at Chiang Kai-shek med overlæg lod kommunisterne drage bort. De drog nemlig ind i provinser, som opførte sig som autonome – (Guizhou, Sichuan og Yunnan). Det var områder, som Chiangs centralregering gerne ville bringe ind i folden, og strategien var at lede de kommunistiske oprørere derhen for, at KMT kunne følge efter og blive hyldede som befriere, som havde genoprettet ro og orden.
Der var egentlig ikke én «lang march», men flere, efter som kommunisterne delte sig op og fulgte hver sin rute. Den mest berømte var marchen, som begyndte i oktober 1934 og varede i omkring et år og var ca. 6.000 km.
Mao selv lod sig for det meste befordre i en specialbygget bærestol. Undervejs bekæmpede de lokale krigsherrer, embedsmænd, godsejere og skatteopkrævere og konfiskerede deres ejendomme. Det bidrog til, at den landbefolkning, som de havde underkuet, sluttede op bag kommunisterne. Bønderne blev bevæbnet med erobrede våben, og soldater blev efterladte som guerillaenheder, som skulle sinke og plage KMT-forfølgerne. Af de nær 90.000, som begyndte på denne march i Jiangxi, var der kun 20.000, som nåede helskindet frem til Shaanxi.
Det var under Den lange march, at Mao under konferencen i Zunyi med hjælp fra Zhou Enlai etablerede sig som det kinesiske kommunistpartis anfører.

## Kommunistisk konsolidering under den 2. kinesisk-japanske krig
Selv efter den japanske invasion og overtagelse af kontrollen med Manchuriet nægtede Chiang Kai-shek, som så kommunisterne som den største trussel, at indgå en alliance med kommunisterne mod Japan. Men flere af hans generaler så anderledes på sagen. Den 12. december 1936 blev Chiang kidnappet af Kuomintang-generalerne Zhang Xueliang og Yang Hucheng og tvunget til at indgå en våbenhvile med kommunisterne. Det hele går nu under navnet Xi'an-episoden. Begge parter blev enige om at indstille kampene mod hinanden og danne en ny front (Den anden enhedsfront), som skulle kaste al kraft mod japanerne.
I 1937 bombede japanske fly kinesiske byer og veludrustede troppestyrker rykkede hastigt frem over hele det østlige Kina. Blandt de byer, som blev erobret, var Beijing og Guangzhou.
Men alliancen var først og fremmest en enhedsfront på papiret, eftersom kommunisterne næppe en eneste gang deltog i større fjendtligheder mod japanerne. Den praktiske koordinering af kræfterne mod Japan var minimal. Selv under den anden enhedsfronts år var kommunister og nationalister hovedsagelig optagne af at sikre sig bedst mulige territorielle fordele i «det frie Kina» (dvs. de dele af Kina, som ikke var besatte af japanerne eller styret af marionetregimer).
Situationen blev åbenbar i slutningen af 1940 og i 1941, da det kom til større sammenstød mellem kommunistiske og nationalistiske styrker. I december 1940 krævede Chiang Kai-shek, at KKP's nye fjerde armé evakuerede provinserne Anhui og Jiangsu. Under stærkt pres gik kommunisthærens kommandanter med til det, men de faldt undervejs i nationalistisk baghold og blev grundigt slået i januar 1941. Denne hændelse, som fik betegnelsen "Nye Fjerde Armé-episoden" svækkede KKP's stilling i det centrale Østkina og betød afslutningen på ethvert egentligt samarbejde mellem kommunister og nationalister. De koncentrerede nu næsten hele deres indsats om at sikre sig bedst mulig startposition, før den uundgåelige genoptagelse af borgerkrigen.
Maos strategi var, efter hans eget udsagn siden: 10% kamp mod Japan, 40% kamp mod kinesiske politiske modstandere, og 50% kamp for at udvide eget magtgrundlag.

## Magtkamp (1945-1947)
Brugen af atombomben og den sovjetiske indtræden på den østasiatiske krigsskueplads fik Japan til at kapitulere hurtigere end nogen i Kina havde forudset. Efter de kapitulationsbetingelser, som japanerne blev pålagt af amerikanerne, skulle de overgive sig til KMT-styrkerne, men ikke til kommunisterne.
Sovjetiske styrker strømmede samtidigt ind i Manchuriet og indtog japanernes tidligere stillinger og administrerede områdets 700.000 japanske soldater. Senere på året skønnede Chiang Kai-shek, at han ikke havde ressourcer til at forhindre, at KKP-styrkerne skulle få overtaget i Manchuriet efter, at sovjetstyrkerne havde trukket sig ud, og han gik derfor i forhandlinger med russerne for at forhale deres tilbagetrækning, til han havde sendt nok af sine bedste styrker og mest moderne krigsmateriel dertil. Russerne brugte den ekstra tid til at demontere hele den manchuriske industri og sende den til deres krigshærgede hjemland.
Den amerikanske general George Marshall ankom til Kina og forsøgte at formidle våbenhvileforhandlinger mellem KMT og KKP for at etablere en bred national samlingsregering i Kina. Men hverken kommunisterne (repræsenterede ved Zhou Enlai) eller Chiang Kai-sheks repræsentanter var villige til at indgå kompromisser om visse centrale spørgsmål, og heller ikke til at give afkald på nogen af de territorier, de nu beherskede efter det japanske nederlag. Men det skulle blive af stor betydning, at nationalisterne hjemsendte 1,5 millioner soldater som et tegn på samarbejdsvilje med Marshall, mens kommunisterne ikke gjorde noget.
Marshall havde mødt Mao i Yan'an, og der havde Mao fremstået som moderat, nærmest fredelig. Dette møde var en vigtig grund til, at generalen noget senere pressede Chiang Kai-shek til en våbenhvile i Manchuriet, hvor Kuomintang havde startet en offensiv i maj og udøvede et meget stærkt pres mod kommunisterne. Den strategisk vigtige by Siping faldt og Changchun og Jilin blev evakueret. Våbenhvilen, som trådte i kraft 7. juni, kom i stand akkurat tids nok til, at kommunisterne kunne tilbagekalde ordren til sine styrker om at evakuere Harbin, den eneste større by, de endnu beherskede i nord, og gå over til guerillakrigsføring. Der er grund til at antage, at dette reddede kommunisterne fra et måske afgørende tilbageslag. I stedet fandt de sig nu i en tryg situation og med ryggen mod sine venner i Sovjetunionen, som sendte betydelige militære forsyninger over grænsen.
KMT's angreb sommeren 1946 fordrev kommunisterne med store tab fra Anhui, Henan og Jiangsu. Den direkte forbindelse mellem Manchuriet og Yan’an blev afskåret ved nationalisternes erobring af Zhangjiakou 10. oktober. Også inde i Manchuriet blev KKP presset tilbage. Sikker på, at KMT var nær ved at sejre og misfornøjet med Chiangs udemokratiske styremåde, besluttede USA's præsident Harry S. Truman fra september at standse videre forsyninger i otte måneder.
Samtidig brød forhandlingerne sammen. Marshalls position som fredsforhandler blev vanskeliggjort af den øgende kløft mellem Sovjetunionen og USA og begyndelsen på den kolde krig. Som Chiang tolkede situationen, havde amerikanerne valget mellem at støtte hans regime eller se sovjetisk indflydelse i Kina øge betragteligt. Chiangs prestigetunge og længe udsatte Nationalforsamling åbnede 15. november uden repræsentanter fra kommunisterne. Marshall rejste hjem i januar året efter.

## Borgerkrigens afsluttende fase (1946-1949/50)
Med sammenbruddet af forhandlingerne flammede borgerkrigen op med fuld styrke. Kommunisterne kaldte denne fase frigørelseskrigen. Sovjetunionen støttede kommunisterne med hjælpesendinger, og amerikanerne gav KMT enorme mængder af militært udstyr både til eje og til leje.
Det var først nu, at nationalisterne forsøgte at vinde folkelig støtte ved sociale reformer. Men tiltaget var forgæves dels på grund af stor offentlig korruption, dels på grund af den ledsagende politiske og økonomiske krise, som blandt andet førte til hyperinflation. Ved udgangen af 1948 var nationalisternes fremtidsudsigter dystre. De demoraliserede og udisciplinerede nationalistiske styrker var et let bytte for den kommunistiske Folkets Befrielseshær. Kommunisterne var vel etablerede i nord og nordøst. Selv om nationalisterne havde flere soldater og var bedre bevæbnede, kontrollerede større områder og nød stor international støtte, reducerede både den svage stridsvilje og den omfattende korruption både kampevnen og opslutningen i befolkningen. Det må også nævnes, at de bedste nationaliststyrker havde lidt store tab under 2. verdenskrig, mens kommunisterne havde lidt minimale tab.
Efter en række militære tilbageslag i Manchuriet, særlig under forsøgene på at indtage de større byer, formåede kommunisterne efterhånden at sikre sig hele området. En del af den krigslykke, som fulgte kommunisterne fra 1946, skyldtes, at agenter i Kuomintang-hæren, inklusive centralt placerede befalingsmænd, holdt Mao underrettet om deres bevægelser og muliggjorde ødelæggende kommunistiske bagholdsangreb. Det gjaldt ikke mindst de styrker, som erobrede Maos hovedstad Yan'an. Maos fremmeste virkemiddel var en nådesløshed, som udløste lammende frygt. Da hans tropper ikke kunne indtage Changchun ved et direkte angreb i 1948, beordrede han, at byen skulle udsultes: "Gør Changchun til en dødens by". Forsvarernes kommandør general Cheng Tung-kuo, en krigshelt fra kampene mod japanerne, nægtede at kapitulere. Da der ikke var mad nok til at brødføde de 500.000 indbyggere til juli, forsøgte han at evakuere civilbefolkningen. Lin Biaos ordre var, med Maos tilslutning, "Forbyd civilbefolkningen at forlade byen". Det udløste snart den ønskede hungersnød, og efter fem måneders belejring var befolkningen nede på 170.000. Mandefaldet var dermed større end under de japanske massakre i Nanjing i 1937. Byen faldt, og strategien – at sulte befolkningen ud – blev også benyttet i en række andre byer.
Efter nationalisternes nederlag i Manchuriet kunne kommunisterne fokusere på områderne syd for Den kinesiske mur. Den 21. januar 1949 led Kuomintang-styrkerne katastrofale tab i et slag mod Maos Røde Arme. Peiping blev indtaget af kommunisterne, som ændrede navnet tilbage til Beijing.
Den 20. april 1949 strømmede en kommunistisk hær på 1,2 millioner mand over Yangtzefloden, og tre dage efter faldt Kuomintangs hovedstad Nanjing. Mellem april og november faldt en række vigtige byer til kommunisterne efter svag modstand fra nationalistenes side. I de fleste tilfælde havde de omliggende landområder og småbyer været under kommunistisk kontrol længe før byerne faldt.
Folkerepublikken Kina blev proklameret den 1. oktober 1949, men kampene fortsatte. Men da Folkets Befrielseshær den 10. december begyndte belejringen af den sidste større Kuomintang-kontrollerede by på fastlandet, Chengdu, evakuerede Chiang Kai-shek sine styrker og trak sig tilbage til Taiwan, hvor Kuomintang videreførte Republikken Kina.

## Efter 1949/50
De fleste observatører antog, at kommunisterne ville invadere Taiwan og styrte Chiangs regering. På fastlandet var der kun isolerede lommer af modstand tilbage, og de overgav sig snart. Et kommunistisk forsøg på at erobre den nationalistkontrollerede ø Quemoy blev slået tilbage i slaget ved Kuningtou, og det standsede de kommunistiske invasionsforsøg. I december 1949 udråbte Ching Kai-Shek Taipei som midlertidig hovedstad for Republikken Kina; den officielle hovedstad forblev det nu kommunistisk styrede Nanjing.
USA viste ingen iver i fortsat støtte til Kuomintang, men ændrede indstilling efter den nordkoreanske invasion af Sydkorea den 25. juni 1950. Præsident Harry S. Truman beordrede den amerikanske stillehavsflåde ind i Taiwanstrædet, og dermed var mulighederne for en kommunistisk invasion blokeret. Amerikanerne havde imidlertid ingen lignende blokade af farvandene ved øen Hainan, og kommunisterne havde erobret øen i maj 1950.
Periodiske træfninger mellem KMT og kommunisterne fandt sted i perifere områder af Fastlands-Kina og særligt langs fastlandskysten mod Taiwanstrædet i 1950- og 1960'erne. Det drejede sig blandt andet om kommandoangreb, bombetogter og kystbombardering fra Kuomintang-siden.
En gruppe på omkring 1.200 KMT-soldater var kommet til Burma og fortsatte angreb ind i den sydkinesiske provins Yunnan under ledelse af general Li Mi. Lis styrker voksede i antal til ca. 6.000, men i 1954 trak de sig ud af Burma og afdelingerne blev opløste.
Den vedvarende kommunistiske beskydning af øerne Quemoy og Matsu, som først blev afsluttet i 1979, kan også betragtes som et efterslæb af den aldrig formelt afsluttede kinesiske borgerkrig.